# Герц (кратер)
Герц (Hertz) — кратер на зворотному боці Місяця. Діаметр — 83 км. Був відкритий на знімках космічного апарата «Луна-3», зроблених 1959 року. Дослідники цих знімків назвали його на честь німецького фізика 19 століття Генріха Рудольфа Герца, а 1961 року ця назва була затверджена Міжнародним астрономічним союзом. Сателітних кратерів не має.

## Розташування
Координати центру кратера Герц — 13°19′ пн. ш. 104°34′ сх. д. / 13.32° пн. ш. 104.56° сх. д.. Він входить до примітної трійки кратерів, що межують один із одним: його південно-західний край перекритий дещо меншим кратером Мойсеєв Z, а південний край останнього — ще меншим кратером Мойсеєв. За 50 км на північний схід від Герца лежить значно більший кратер Флемінг, за 60 км на північний захід — менший кратер Мебіус, а за 70 км на захід — пара 45-кілометрових кратерів Гінцель G та Гінцель H. Більш далекі його сусіди — кратер Аль-Хорезмі на південному сході, Гінцель на заході та Попов на північному заході.

## Опис
Кратер Герц має досить чіткий вал з терасами та зсувами. На півночі він перекритий безіменним 15-кілометровим кратером, а на південному заході дещо деформований кратером Мойсеєв Z. Дно без лави та тріщин; є невелика центральна гірка. Вал найвищий на південному заході, де сягає 4,7 км над рівнем дна; в інших місцях його висота складає здебільшого 3,6–4,1 км. З'явився цей кратер у нектарському періоді.